# Björn Sieber
Pour les articles homonymes, voir Sieber.
Björn Sieber (né le 5 mars 1989 à Egg im Bregenzerwald et mort le 26 octobre 2012 à Schwarzenberg) est un skieur alpin autrichien.

## Biographie
Sieber a remporté deux médailles aux championnats du monde juniors, une médaille d'argent en slalom géant en 2009 et la médaille de bronze en super-G en 2008. Son meilleur résultat en Coupe du monde est septième à un super-combiné en février 2011 à Bansko, en Bulgarie. Il a participé aux Championnats du monde 2011 où il arrive 13e du super-combiné et 22e du slalom géant. Sieber meurt dans un accident de voiture le 26 octobre 2012, à l'âge de 23 ans. 